# Kimberly Buys
Kimberly Buys (ur. 23 kwietnia 1989 w Sint-Niklaas) – belgijska pływaczka, specjalizująca się w stylu zmiennym, motylkowym i grzbietowym. 
Wicemistrzyni Europy na krótkim basenie z Eindhoven na 200 m stylem zmiennym oraz z Chartres na 100 m motylkiem.
Uczestniczka igrzysk olimpijskich w Londynie na 100 m stylem motylkowym (19. miejsce) i na 100 m grzbietem (29. miejsce).